# Retrato de una dama (La Muda)

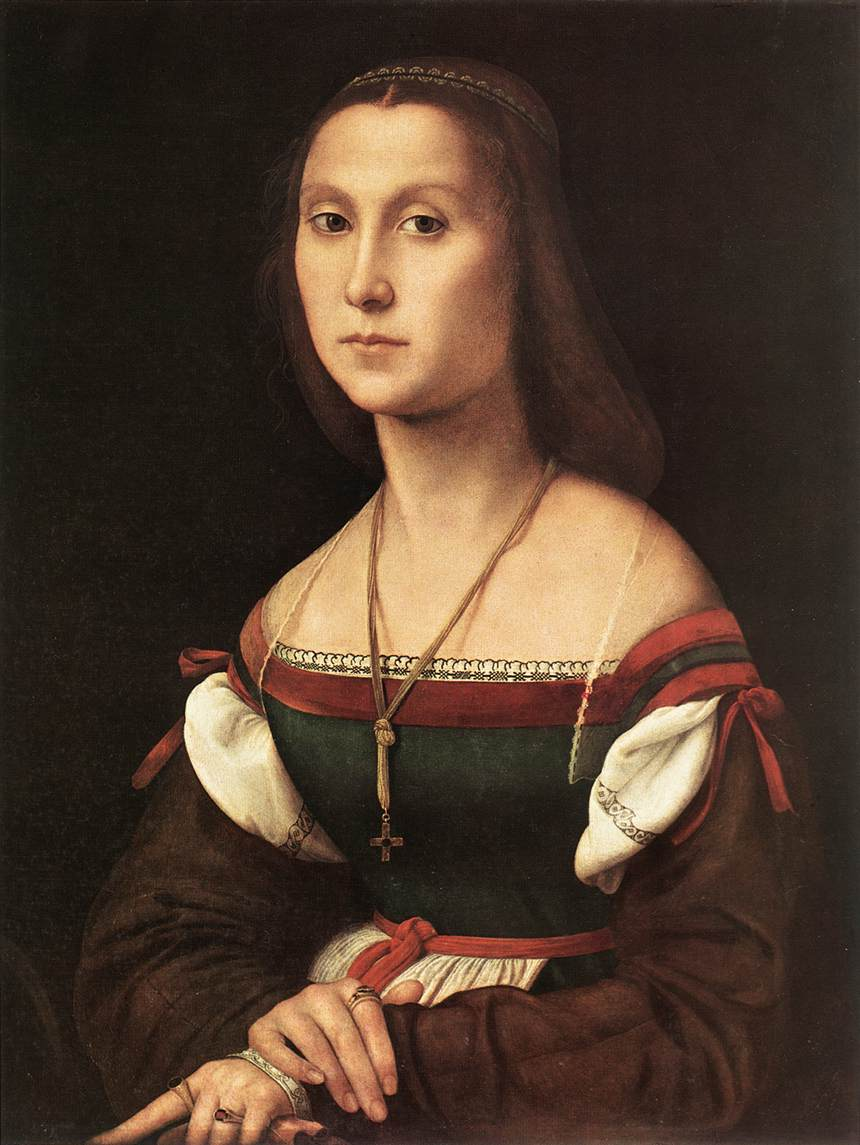
Retrato de una joven, Rafael, 1507.

El Retrato de una dama o Retrato de una joven mujer, también conocido como La Muda, es un retrato del artista del Renacimiento italiano Rafael, c. 1507-1508, albergado en la Galería Nacional de las Marcas, en Urbino.
El cuadro retrata a una noble desconocida sobre fondo negro, mostrando como otros retratos femeninos suyos de esos años influencias leonardescas. A pesar de que fue atribuido tardíamente, se lo considera uno de los mejores retratos del maestro.
La nitidez de las áreas de color emergen del fondo oscuro, y el tratamiento analítico de los detalles de la ropa es característica de Rafael, tomada de los maestros flamencos. El dispersivo efecto de esta atención al detalle es plenamente compensado por los tonos de color - utilizados aquí en una gama bastante limitada - que unifican la composición globalmente. El amplio escote rectangular indica su cronología cercana a los retratos de Maddalena Doni y la Dama del unicornio.
Nicoletta Baldini describe las manos en este retrato como "vibrantes," una distinción de Miguel Ángel o Da Vinci.
Modernos análisis mediante radiografías han descubierto la presencia de un dibujo anterior bajo la pintura, de un rostro femenino más joven y suave, que posteriormente modificó al actual. Ello indica tal vez modificaciones en el estado civil de la retratada y una posible identificación. Se trataría de una dama de la corte de Urbino, Giovanna Feltria della Rovere, una de las primeras protectoras de Rafael, que enviudó en 1501. El maestro retomó la obra años después, madurando los rasgos y añadiendo el colgante con crucifijo.